# Calle Postigo Bajo
La calle Postigo Bajo es una vía pública de la ciudad española de Oviedo.

## Descripción
La vía formó parte de una primitiva «calle de Barredo» que, al prolongarse, se dividió en dos, para dar lugar a esta y a Postigo Alto. El nombre de ambas se explica por una de las puertas de entrada de las que disponía Oviedo en el pasado, junto al barrio de San Isidoro. En la actualidad, nace de Postigo Alto, a la altura del pasaje de Luis Muñiz, y discurre hasta el Campo de los Patos. Tiene cruce con José López Muñiz y Goya. Aparece descrita en El libro de Oviedo (1887) de Fermín Canella y Secades con las siguientes palabras:

Postigo Bajo.—En el artículo anterior queda indicada la razón de su nombre y sólo indicaremos aquí, por referirse á esta localidad, que el Sr. Vigil posee una curiosa escritura en pergamino, de 1272, en que se vende un lagar con dos celleros bajo la cerca de San Isidoro.—Ent.: Postigo Bajo.—Conc.: Campo de los Patos.
(Canella y Secades, 1887, pp. 118-119)